# Vasa yrkeshögskola

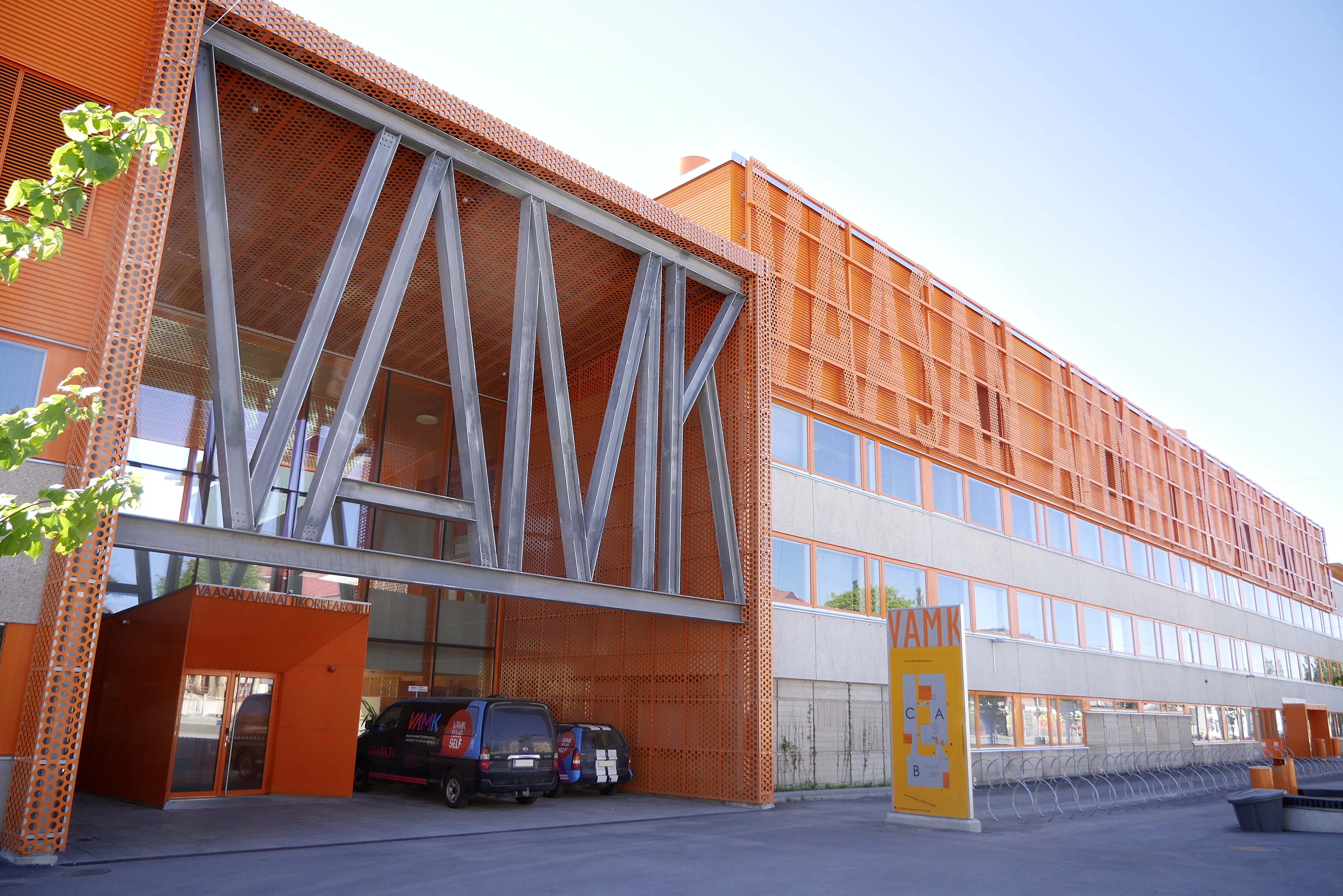
Vasa yrkeshögskola

Aktiebolaget Vasa yrkeshögskola, Vaasan ammattikorkeakoulu (förkortad VAMK eller Vamk) är en branschövergripande högskola. Vamk utbildar tradenomer, ingenjörer, restonomer, sjukskötare, hälsovårdare och socionomer på finska och engelska. Förutom utbildning erbjuder Vamk forsknings-, utvecklings- och innovationsverksamhet som en integrerad del i undervisningen. Antalet studerande uppgår till 3 300.

## Utbildning
Utbildningsområden
- företagsekonomi
- turism
- hälsovård och det sociala området
- teknik och kommunikation
- informationsbehandling

Yrkeshögskolan ger utbildning i sammanlagt 17 utbildningsprogram. Förutom de finskspråkiga utbildningsprogrammen erbjuder Vasa yrkeshögskola tre engelskspråkiga utbildningsprogram. Som en betydande del av verksamheten vid Vamk hör samarbetet med arbetslivet. Yrkeshögskoleexamen består av yrkesteoretiska studier, arbetspraktik som lämpar sig för utbildningsområdet samt av lärdomsprov.
Ungefär 500 studerande studerar i tio vuxenutbildningsprogram som leder till examen. Öppna yrkeshögskolan ger möjlighet att komplettera yrkeskompetensen eller att studera med sikte på en examen. Vamk erbjuder även utbildningsprogram som leder till högre högskoleexamen. Skolans specialiseringsstudier är avsedda för personer i arbetslivet som behöver komplettera sitt yrkeskunnande. Dessutom ordnas kompletteringsutbildning för företag och samfund inom yrkeshögskolans samtliga utbildningsområden.

## Internationell profil
Internationalism samt flerspråkighet och kulturell mångfald är en fast del av undervisningen och den dagliga verksamheten vid Vasa yrkeshögskola. Varje år studerar 300 utländska studerande vid Vamk för att erhålla examen. Dessutom har yrkeshögskolan cirka 80 utbytesstudenter.
Varje studerande kan skaffa sig internationell erfarenhet genom att avlägga en del av sina studier eller sin arbetspraktik utomlands. Varje år skickar Vamk ut cirka 150 studerande till olika delar av världen.

## Studiemiljö
Vamk erbjuder tidsenliga och högklassigt utrustade undervisnings- och forskningsutrymmen i stadens centrum och Brändö. I forsknings- och undervisningslaboratorium Technobothnia har teknikstudenter möjlighet att fördjupa sig i branschens nyaste tillämpningar och medverka i projekt i samarbete med företag. Vetenskapsbiblioteket och lärocentret Tritonia betjänar forskningen, utbildningen och studierna vid högskolorna i Vasa.

## Regional verksamhet
Vamk samarbetar aktivt med regionens arbetsgivare, bl.a. i projektverksamhet samt genom att utveckla utbildningsprogrammen och genom att finna de mest lämpliga praktikplatserna och lärdomsprovsteman för studerande.

## Studiestaden Vasa
Havsstaden Vasa med sina 60 000 invånare är ett aktivt och internationellt kultur-, utbildnings- och turistcentrum i västra Finland. Högskolestuderandenas antal i Vasa uppgår till 12 000, vilket gör att staden är en av de viktigaste utbildningsorterna i Finland. Var femte person man möter i Vasa är således studerande, vilket även återspeglas i utbudet av tjänster och fritidsaktiviteter i staden.

## Studieverksamhet
Det aktiva studielivet stöds av studentkåren VAMOK, som ordnar olika evenemang och fungerar som studerandenas intressebevakare.